# 披肩圈套
《披肩圈套》（羅馬化：Buang Sabai）為一部改編自帕基奈·卡西拉同名小說的年代復仇劇。由帕基奈·卡西拉執導，安莎達彭·斯莉瓦塔娜功、安雅琳·堤拉塔南帕及翁莎功·波拉瑪塔功領銜主演。此劇於2019年1月24日至3月14日，每週三至四晚間八時三十分於泰國第7電視台首播。

## 劇情簡介
人們往往一出生就有不同的命運，就像Khun Luang Date的女兒Putjeep（安莎達彭·斯莉瓦塔娜功 饰）一樣，她擁有自己想要的一切，並在父母的愛中長大；相反的，Kaew（安雅琳·堤拉塔南帕 饰）與Putjeep雖然是同個父親所生，但因母親是家中奴隸，所以Khun Luang拒絕承認。Kaew永遠不會忘記對Mae Im的怨恨，因為她的母親因為她沒有做過的事情而被她的爸爸鞭打致死。奴婢心中懷著復仇之心，總有一天，一切都會成為她的。
Putjeep最後與卑微的奴隸Nai Ming在一起，而剛留學歸來的養子Luang Thep（翁莎功·波拉瑪塔功 飾）則娶Kaew為妻。Khun Luang發現後，拒絕接受他的女兒們和養子與奴隸來往。這導致了Putjeep在玉蘭樹下用衣服上吊自殺，她的靈魂被困在房子裡，並以復仇的方式等待著清除她的宿怨。

## 演員陣容
註：括號內的演員姓名為小名。

### 主要演員
- 安莎達彭·斯莉瓦塔娜功（Green） 飾演 Putjeep
- 安雅琳·堤拉塔南帕（Tubtim） 飾演 Kaew
- 翁莎功·波拉瑪塔功（New） 飾演 Luang Thep

### 其他演員
- 薩薇迪里·薩米帕（Tong） 飾演 Mian
- 曼塔娜·喜瑪通坎（Poo） 飾演 Yuen
- 可查可恩·尼瑪功（Ngok） 飾演 Mae Im
- 瓦薩蓬·瓦塔納庫（Eiam） 飾演 Op
- 康姆克里特·杜昂蘇萬（Parn） 飾演 Ming／Mark

## 外部連結
- MyDramaList上的《披肩圈套 （页面存档备份，存于）》（英文）
- 豆瓣电影上《披肩圈套》的資料 （简体中文）